# Polystroma
Polystroma là một chi bướm đêm thuộc họ Geometridae.